# Leichtathletik-Europameisterschaften 1974/4 × 400 m der Männer

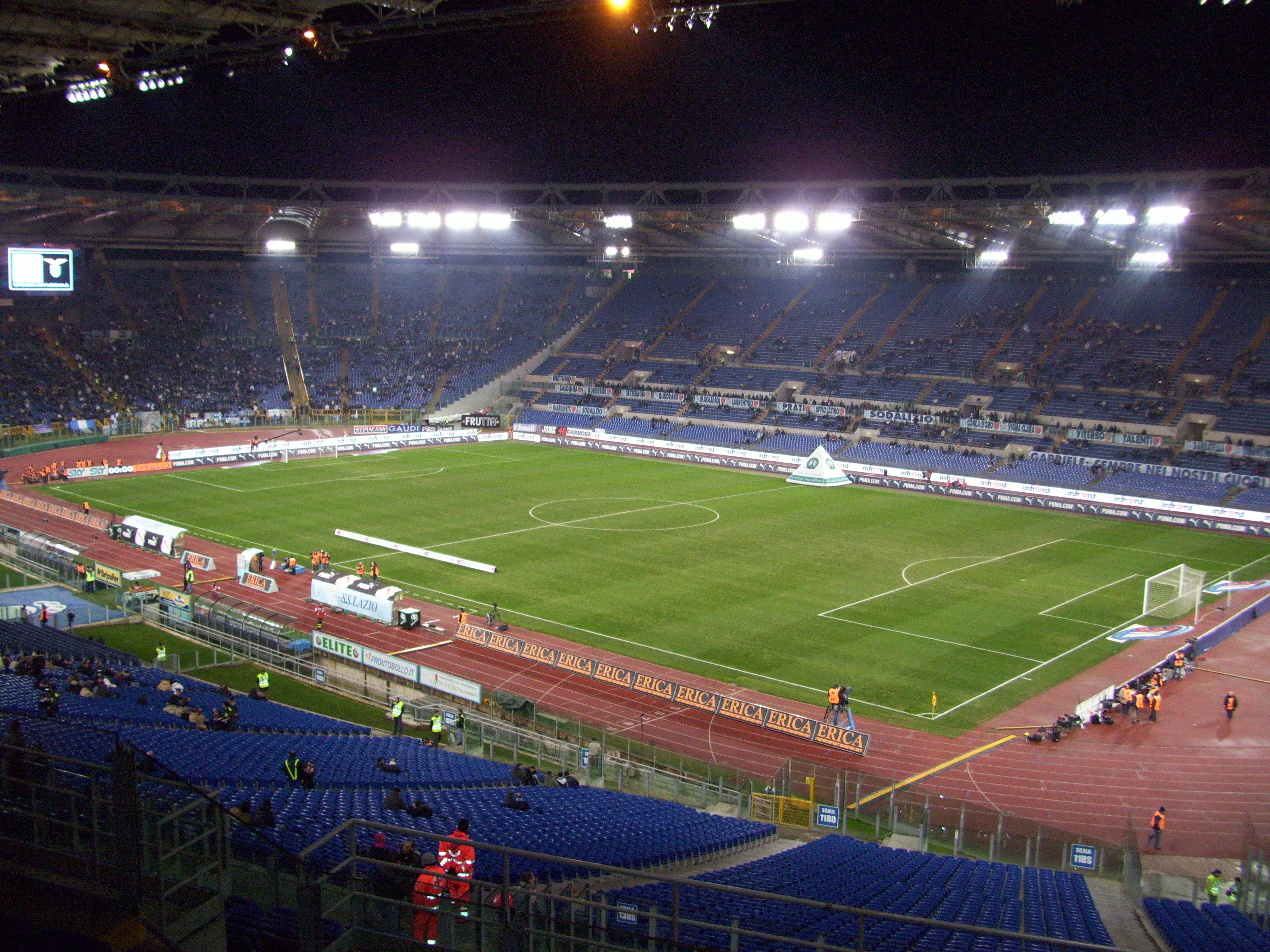
Das Olympiastadion von Rom im Jahr 2009

Die 4-mal-400-Meter-Staffel der Männer bei den Leichtathletik-Europameisterschaften 1974 wurde am 7. und 8. September 1974 im Olympiastadion von Rom ausgetragen.
Europameister wurde Großbritannien in der Besetzung Glen Cohen, Bill Hartley, Alan Pascoe und David Jenkins.
Den zweiten Platz belegte die Bundesrepublik Deutschland mit Hermann Köhler, Horst-Rüdiger Schlöske, Karl Honz und Rolf Ziegler sowie dem im Vorlauf eingesetzten Bernd Herrmann.
Bronze ging an Frankreich (Jean-Claude Nallet, Roger Velasquez, Jacques Carette, Francis Demarthon).
Auch der hier im Vorlauf eingesetzte bundesdeutsche Läufer Bernd Herrmann erhielt eine Silbermedaille.

## Rekorde
Vorbemerkung:

In diesen Jahren gab es bei den Bestleistungen und Rekorden eine Zweiteilung. Es wurden nebeneinander handgestoppte und elektronisch ermittelte Leistungen geführt. Die offizielle Angabe der Zeiten erfolgte in der Regel noch in Zehntelsekunden, die bei Vorhandensein elektronischer Messung gerundet wurden. Allerdings verlor der in Zehntelsekunden angegebene Rekord immer mehr an Bedeutung. Ab 1977 hatte das Nebeneinander der Bestzeiten ein Ende, von da an wurde nur noch der elektronische gemessene und in Hundertstelsekunden angegebene Wert als Rekord gelistet.

### Offizielle Rekorde – Angabe in Zehntelsekunden

#### Bestehende Rekorde
| Weltrekord           | 2:56,1 min | USA (Vince Matthews, Ron Freeman, Larry James, Lee Evans)                           | OS Mexiko-Stadt, Mexiko | 20. Oktober 1968   |
| Europarekord         | 3:00,5 min | BR Deutschland (Helmar Müller, Manfred Kinder, Gerhard Hennige, Martin Jellinghaus) | OS Mexiko-Stadt, Mexiko | 20. Oktober 1968   |
| Europarekord         | 3:00,5 min | Polen (Stanisław Grędziński, Jan Balachowski, Jan Werner, Andrzej Badeński)         | OS Mexiko-Stadt, Mexiko | 20. Oktober 1968   |
| Meisterschaftsrekord | 3:02,3 min | Polen (Jan Werner, Edmund Borowski, Stanisław Grędziński, Andrzej Badeński)         | EM Athen, Griechenland  | 10. September 1969 |

Der seit 1969 bestehende EM-Rekord wurde bei diesen Europameisterschaften nicht erreicht. Die schnellste Zeit erzielte die britische Europameisterstaffel im Finale mit 3:03,3 min, womit das Quartett eine Sekunde über dem Rekord blieb. Zum Europarekord fehlten dem Team 2,8 s, zum Weltrekord 7,2 s.

### Elektronisch gemessene Rekorde (hier eigentlich noch inoffiziell)

#### Bestehende Rekorde
| Weltrekord           | 2:56,16 min | USA (Vince Matthews, Ron Freeman, Larry James, Lee Evans)                           | OS Mexiko-Stadt, Mexiko | 20. Oktober 1968   |
| Europarekord         | 3:00,57 min | BR Deutschland (Helmar Müller, Manfred Kinder, Gerhard Hennige, Martin Jellinghaus) | OS Mexiko-Stadt, Mexiko | 20. Oktober 1968   |
| Meisterschaftsrekord | 3:02,30 min | Polen (Jan Werner, Edmund Borowski, Stanisław Grędziński, Andrzej Badeński)         | EM Athen, Griechenland  | 10. September 1969 |

Der seit 1969 bestehende EM-Rekord wurde bei diesen Europameisterschaften nicht erreicht. Die schnellste Zeit erzielte die britische Europameisterstaffel im Finale mit 3:03,33 min, womit das Quartett 1,03 s über dem Rekord blieb. Zum Europarekord fehlten dem Team 2,76 s, zum Weltrekord 7,16 s.

## Vorbemerkung zu den Resultaten
- DNF: Wettkampf nicht beendet (did not finish)
- DSQ: disqualifiziert

## Vorrunde
7. September 1974, 19:10 Uhr
Die Vorrunde wurde in zwei Läufen durchgeführt. Die ersten vier Staffeln pro Lauf – hellblau unterlegt – qualifizierten sich für das Finale.

### Vorlauf 1
| Platz | Staffel        | Besetzung                                                                     | Zeit (min) |
| ----- | -------------- | ----------------------------------------------------------------------------- | ---------- |
| 1     | Finnland       | Stig Lönnqvist Ossi Karttunen Markku Taskinen Markku Kukkoaho                 | 3:04,6     |
| 2     | Großbritannien | Glen Cohen Bill Hartley Alan Pascoe David Jenkins                             | 3:04,7     |
| 3     | Frankreich     | Jean-Claude Nallet Roger Velasquez Jacques Carette Francis Demarthon          | 3:05,3     |
| 4     | Niederlande    | Raymond Heerenveen Reinhard van den Heuvel Frank Nusse Toine van den Goolberg | 3:06,28    |
| 5     | Italien        | Flavio Borghi Alfonso di Guida Lorenzo Cellerino Marcello Fiasconaro          | 3:08,5     |
| 6     | Jugoslawien    | Ivica Ivicak Milorad Cikic Josip Alebić Luciano Sušanj                        | 3:37,8     |

### Vorlauf 2
| Platz | Staffel          | Besetzung                                                               | Zeit (min) |
| ----- | ---------------- | ----------------------------------------------------------------------- | ---------- |
| 1     | Sowjetunion      | Walerij Jurtschenko Wladimir Nosenko Jewgeni Gawrilenko Semjon Kotscher | 3:05,3     |
| 2     | Schweden         | Per-Olof Sjöberg Dimitrie Grama Erik Carlgren Michael Fredriksson       | 3:05,5     |
| 3     | DDR              | Reinhard Kokot Benno Stops Jürgen Utikal Andreas Scheibe                | 3:05,8     |
| 4     | BR Deutschland   | Hermann Köhler Horst-Rüdiger Schlöske Karl Honz Bernd Herrmann          | 3:05,8     |
| 5     | Tschechoslowakei | Ivan Daniš Frantisek Stross Miroslav Tulis Miroslav Kodejs              | 3:06,29    |

## Finale
8. September 1974, 18:10 Uhr
Gegenüber den Vorläufen gab es im Finale eine Besetzungsänderung:

In der bundesdeutschen Staffel trat Rolf Ziegler anstelle von Bernd Herrmann als Schlussläufer an.
| Platz | Staffel        | Besetzung                                                                                        | Zeit (min) |
| ----- | -------------- | ------------------------------------------------------------------------------------------------ | ---------- |
| 1     | Großbritannien | Glen Cohen Bill Hartley Alan Pascoe David Jenkins                                                | 3:03,33    |
| 2     | BR Deutschland | Hermann Köhler Horst-Rüdiger Schlöske Karl Honz Rolf Ziegler im Vorlauf außerdem: Bernd Herrmann | 3:03,52    |
| 3     | Frankreich     | Jean-Claude Nallet Roger Velasquez Jacques Carette Francis Demarthon                             | 3:04,6     |
| 4     | DDR            | Reinhard Kokot Benno Stops Jürgen Utikal Andreas Scheibe                                         | 3:05,0     |
| 5     | Niederlande    | Raymond Heerenveen Reinhard van den Heuvel Frank Nusse Toine van den Goolberg                    | 3:06,3     |
| 6     | Schweden       | Per-Olof Sjöberg Dimitrie Grama Erik Carlgren Michael Fredriksson                                | 3:12,6     |
| DNF   | Sowjetunion    | Walerij Jurtschenko Wladimir Nosenko Jewgeni Gawrilenko Semjon Kotscher                          |            |
| DSQ   | Finnland       | Stig Lönnqvist Ossi Karttunen Markku Taskinen Markku Kukkoaho                                    |            |

Die finnische Staffel hatte in 3:03,6 min ursprünglich den dritten Platz belegt, wurde aber nach dem Rennen disqualifiziert. Ebenfalls disqualifiziert wurde zunächst die niederländische Staffel, diese Entscheidung wurde aber von der Jury d'Appell zurückgenommen.